# Mia Öström
Mia Elisabeth Öström, född 27 januari 1966 i Umeå, är en svensk författare, främst av barn- och ungdomslitteratur. Hon inledde sitt författarskap med att publicera noveller i tidskrifter som 00-tal och Vi samt i antologier, och vann även Umeå novellpris 2008 med "VM i Calgary." Öström debuterade år 2010 med romanen Den du söker finns inte här (Norstedts) som tog sin utgångspunkt i Florence Nightingales självbiografi.

## Priser och utmärkelser
- 2008 – Umeå novellpris, delat förstapris
- 2018 – Norrlands litteraturpris för Vakuum[3]
- 2020 – Nominerad till Nils Holgersson-plaketten för Mitt hjärta borde slå någon annanstans[4]